# Baliceaux
Die kleine, unbewohnte Insel Baliceaux (Baliseau) ist Teil der Grenadinen, einer Inselgruppe innerhalb der Kleinen Antillen.
Im Norden liegt in ca. 3 km Entfernung die All Awash Island, in ca. 20 km Entfernung St. Vincent, im Osten direkt vor der Küste die noch kleinere Insel Battowia. Im Westen liegt Bequia und im Südwesten Mustique.
Die Insel gehört zum Staat St. Vincent und die Grenadinen.

## Geschichte
Unter britischer Kolonialherrschaft befand sich auf der Insel eine Baumwollplantage, die jedoch nicht sehr ertragreich war: 1784 erzeugte sie  ca. 2000 kg Baumwolle.
Als die schwarzen Kariben 1796 im Karibenkrieg von den Briten auf St. Vincent geschlagen wurden, verbrachten sie die Sieger nach Baliceaux. Die Insel gehörte damals John Campbell. Hier stand ein Herrenhaus, eine Hütte für Baumwolle sowie 30 Sklavenhütten. 
Am 21. Juli 1796 wurden 276 Männer, Frauen und Kinder von Calliaqua nach Baliceaux gebracht, weitere 177 Menschen im August des Jahres, außer Kriegsgefangenen auch Krieger, die sich ergeben hatten. Im September wurden über tausend weitere Gefangene auf die Insel verbracht, im Oktober 2664. Die Schaluppe "Beaver" bewachte den Zugang zur Insel. Wasser musste von St. Vincent gebracht werden, und die Besitzer der Insel beschwerten sich rasch über die Kosten.
Insgesamt wurden 1796 in sechs Monaten 4776 Gefangene nach Baliceaux gebracht, 1080 Männer, 2003 Frauen und 1693 Kinder. 4633 waren schwarze Kariben, 102 sogenannte "Gelbe" Kariben und 41 "Neger" aus dem Besitz der schwarzen Kariben. Diese Zahlen weichen von den Aufzeichnungen über den Gefangenentransport ab, wo 4336 Menschen (1002 Männer, 1779 Frauen und 1555 Kinder) aufgeführt werden. Die meisten Gefangenen waren in Folge des Krieges bereits vom Hunger gezeichnet und entkräftet.
Ab August kam es zu vermehrten Todesfällen, im Dezember allein verstarben 950 Kariben an einer unbekannten Krankheit. Auch 13 englische Soldaten verstarben. Als Ursache wird Gelbfieber oder Typhus diskutiert, die Garifuna glaubten, die Briten hätten ihnen Kalk ins Brot gemischt. Allgemein sind Europäer anfälliger für Gelbfieber als Menschen afrikanischer Abstammung, was Typhus wahrscheinlicher macht.
Insgesamt starb fast die Hälfte der Gefangenen.
Am 3. März 1797 wurden die Gefangenen auf die HMS Experiment, "Prince William Henry", "John and Mary" und andere Schiffe verbracht. Über Grenada und Jamaika segelte der Konvoy nach Roatán. Das Schiff "Prince William Henry" mit 300 Gefangenen an Bord wurde bei Guanaja von den Spaniern aufgebracht und nach Trujillo gebracht. Nur 2,026 Kariben erreichten Roatán.